# Micmacs – Uns gehört Paris!
Micmacs – Uns gehört Paris! (Originaltitel: Micmacs à tire-larigot) ist ein französischer Spielfilm aus dem Jahr 2009 von Jean-Pierre Jeunet. Die Hauptfigur Bazil wird von dem französischen Komiker Dany Boon dargestellt.

## Handlung
Das Leben des Videothekenangestellten Bazil wird durch Waffengewalt gleich zweimal tragisch bestimmt. Sein Vater stirbt beim Versuch, eine Landmine zu entschärfen, und bei einer Schießerei vor der Videothek wird Bazil als Unbeteiligter verletzt. Seitdem steckt eine Kugel in seinem Kopf. Durch dieses Unglück verliert er seine Wohnung und seine Arbeit. Nach einer Zeit der Obdachlosigkeit kommt Bazil bei einer Gruppe von Außenseitern unter, die in einer Höhle unter einem Müllberg lebt. Fast jedes dieser „Familienmitglieder“ hat eine außergewöhnliche Begabung: Petit Pierre baut aus Schrott kunstvolle und skurrile Maschinen und ist darüber hinaus übermenschlich stark, Calculette kann mit einem Blick die Welt vermessen, Fracasse ließ sich als menschliche Kanonenkugel in die Höhe schießen, Remington redet fast ausschließlich in Redensarten und La Môme Caoutchouc kann ihren Körper verbiegen.
Bei der Suche nach verwertbarem Sperrmüll entdeckt Bazil zufällig die Konzernzentralen der beiden Waffenhersteller, deren Produkte sein Leben zu einer Tragödie gemacht haben. Er entwickelt einen Plan, wie er sich gemeinsam mit seinen Freunden an den Waffenfabrikanten rächen kann. Im Stile eines Heist-Movies spielen sie die beiden gegeneinander aus, bis der Waffenhersteller Marconi die Fabrik seines Konkurrenten Thibault de Fenouillet explodieren lässt. Bei der Suche nach belastenden Beweisen wird Bazil aber in der Wohnung von Marconi von beiden Waffenfabrikanten entführt. Bazils Freunden gelingt es, ihn zu befreien und wiederum Thibault de Fenouillet sowie Marconi zu entführen. Den beiden wird suggeriert, dass sie in ein Krisengebiet verschleppt wurden. Vermeintlich in Todesgefahr gestehen sie, dass sie sich unmoralisch verhalten und Waffen an die IRA, ETA und im Darfur-Konflikt verkauft haben. Das Geständnis wird auf Video aufgezeichnet und auf YouTube hochgeladen. Bazil und La Môme Caoutchouc werden ein Paar.

## Anspielungen
Der Film enthält einige Selbstzitate Jeunets sowie Zitate aus anderen Filmen: 
- Bazils Mikrofon landet in einer Wohnung, in der ein Paar auf Cello und singender Säge spielt (Julie und Louison aus Delicatessen)
- die Kameraeinstellungen der Filmaufnahmen unterhalb der Pariser Métro ähneln denen aus Die fabelhafte Welt der Amélie
- wenn Thibault de Fenouillet auf den Schultern Marconis sitzt, eine Handgranate im Mund, ähnelt das einer Szene in Spiel mir das Lied vom Tod
- am Flughafen fragt ein Polizist die vermeintliche Reisegruppe „Sprechen Sie mit mir?“ und mimt dabei Robert De Niro in Taxi Driver

## Kritiken
„Das retrofuturistisch angehauchte Drama entwirft eine Welt voller magischer Dinge, um von der Liebe zu erzählen. Die überbordende Fantasie erweckt den Eindruck, als hätten sich Leonardo da Vinci und Monty Python in HD ausgetobt, wobei die Inszenierung vor allem durch das hervorragende Darstellerensemble stets ausbalanciert wird.“

„Wie in all seinen Filmen von „Delicatessen“ bis „Mathilde – Eine große Liebe“ präsentiert Jean-Pierre Jeunet auch diesmal skurrile Ideen und schräge Typen im Überfluss. Jeunets Vorbild für das trickreiche Täuschungsmanöver, mit dem Bazils Spaßguerilla zwei konkurrierende Waffenhändler gegeneinander ausspielt, war die Serie „Kobra, übernehmen Sie!“. Doch sein Film ist nicht nur eine poetische Liebeserklärung an die legendäre TV-Serie: „Micmacs“ ist vermutlich die irrwitzigste und zugleich verspielteste Abrüstungsinitiative der Filmgeschichte. – In kunstvoll stilisierten Bildern zeigt diese virtuos konstruierte Kinofantasie, wie die kleinen Leute über die großen Schurken triumphieren.“

## Auszeichnungen
César 2010
- Nominierung in der Kategorie Beste Kostüme für Madeline Fontaine
- Nominierung in der Kategorie Bestes Szenenbild für Aline Bonetto
- Nominierung in der Kategorie Bester Ton für Jean Umansky, Gérard Hardy  und Vincent Arnardi
- Die Deutsche Film- und Medienbewertung FBW in Wiesbaden verlieh dem Film das Prädikat „besonders wertvoll“.[5]